# Alba (odjeća)
Alba (lat. albus - bijela) je duga bijela haljina od lanenog platna koju nose svećenici za vrijeme liturgijskih slavlja. Albu su kao donju tuniku također nosili stari Rimljani.
Albe su često ukrašene vezom ili čipkom koja se na starijim modelima širi od pasa do gležnja. Obično je opasana cingulumom (vrsta pojasa od užeta) Ti ukrasi, međutim, ne smiju narušiti jednostavnost i čednost liturgijske odjeće, koja simbolizira čistoću srca.
Kao jednostavnu izvedenicu obične odjeće iz prvog stoljeća, albu su kršćani vrlo rano prihvatili, a osobito kler za euharistijsku liturgiju. U ranosrednjovjekovnoj Europi klerici su albu obično nosili i mimo liturgije.
Danas je alba uobičajeno odijelo svih službenika, i klerika i laika (ministranata i lektora) na misi. Nosi se iznad reverende, ali ispod svakoga drugog ruha, kao što su štola, dalmatika ili misnica. Ako alba ne prekriva ovratnik u potpunosti, često se ispod nje nosi amikt. Nakon Tridentskog sabora, posttridentske albe često su imale čipku. Od tada je ovaj detalj izašao iz mode, osim u dijelovima anglokatoličkog pokreta, u tradicionalističim zajednicama, i u nekim tradicijskim arapskim katoličkim župama. 
Alba odgovara stiharu u istočnom obredu.